# وستوود هیل (کانزاس)
وستوود هیل (به انگلیسی: Westwood Hills) شهری در ایالت کانزاس کشور ایالات متحده آمریکا است که جمعیت آن در سرشماری سال ۲۰۱۰ میلادی، ۳۵۹ نفر بوده‌است.